# Diócesis de Bougainville
La diócesis de Bougainville (en latín: Dioecesis Buganvillensis y en inglés: Roman Catholic Diocese of Bougainville) es una circunscripción eclesiástica de la Iglesia católica en Papúa Nueva Guinea. Se trata de una diócesis latina, sufragánea de la arquidiócesis de Rabaul. Desde el 12 de septiembre de 2020 su obispo es Dariusz Piotr Kałuża, de los Misioneros de la Sagrada Familia.

## Territorio y organización
La diócesis tiene 10 660 km² y extiende su jurisdicción sobre los fieles católicos de rito latino residentes en la región autónoma de Bougainville.
La sede de la diócesis se encuentra en la ciudad de Buka, en la isla Buka, en donde se halla la Catedral de Nuestra Señora de la Asunción. En Kieta, en la isla de Bougainville, sede inicial de la prefectura apostólica, se encuentra la excatedral de San Miguel Arcángel.
En 2022 en la diócesis existían 35 parroquias.

## Historia
En abril de 1885 fue declarado un protectorado alemán sobre las islas Salomón del Norte, que comprendía: Bougainville, Buka, Choiseul, Santa Isabel y Ontong Java. Sobre estas islas la prefectura apostólica de las Islas Salomón Alemanas fue erigida el 23 de mayo de 1898, obteniendo el territorio del vicariato apostólico de Nueva Pomerania (hoy arquidiócesis de Rabaul).
Debido a la Convención Tripartita, en 1900 Alemania cedió las islas Salomón del Norte al Reino Unido, reteniendo Bougainville y Buka (la actual región autónoma).
El 21 de enero de 1904 asumió el nombre de prefectura apostólica de las Islas Salomón del Norte, manteniendo el territorio a ambos lados de la frontera entre las islas de Alemania y el Reino Unido. La sede se ubicó en Kieta, en la isla de Bougainville, capital de la administración alemana.
En 1911 la misión contenía: 3 iglesias; 3 estaciones; 10 padres maristas; 5 hermanos laicos; 7 hermanas de la Tercera Orden de María; 2 catequistas samoanos; 5 escuelas católicas, con 140 alumnos; 2 orfanatos; y unos pocos centenares de católicos. Los misioneros maristas pertenecían a la provincia de Oceanía, el superior de los cuales residía en Sídney, Australia.
En diciembre de 1914 Australia ocupó las islas bajo administración alemana, que por encargo de la Sociedad de Naciones desde el 9 de mayo de 1921 formaron parte del Territorio de Nueva Guinea.
El 31 de mayo de 1930 la prefectura apostólica fue elevada a vicariato apostólico mediante la carta apostólica Cum in praefectura del papa Pío XI.
Entre 1942 y 1945 las islas fueron ocupadas por Japón.
El 11 de junio de 1959 cedió una parte de su territorio para la erección del vicariato apostólico de las islas Salomón Occidentales (hoy diócesis de Gizo) mediante la bula Christi regnum del papa Juan XXIII. La división corresponde a la actual frontera entre Papúa Nueva Guinea y las Islas Salomón.
El 15 de noviembre de 1966, mediante la bula Laeta incrementa del papa Pablo VI, el vicariato apostólico fue elevado a diócesis y asumió su nombre actual.
El 16 de septiembre de 1975 Papúa Nueva Guinea se independizó de Australia, iniciándose el proceso secesionista de Bounganville que llevó a la guerra civil en la década de 1990, durante la cual la ciudad de Kieta fue devastada, lo mismo que la inmediata ciudad de Arawa (capital de la región autónoma), por lo que la capital se estableció provisionalmente en Buka lo mismo que la catedral de la diócesis.

## Estadísticas
Según el Anuario Pontificio 2023 la diócesis tenía a fines de 2022 un total de 266 444 fieles bautizados.
| Año                                                                             | Población            | Población | Población      | Sacerdotes | Sacerdotes    | Sacerdotes    | Bautizados por sacerdote | Diáconos permanentes | Religiosos | Religiosos | Parroquias |
| Año                                                                             | Bautizados católicos | Total     | % de católicos | Total      | Clero secular | Clero regular | Bautizados por sacerdote | Diáconos permanentes | Varones    | Mujeres    | Parroquias |
| ------------------------------------------------------------------------------- | -------------------- | --------- | -------------- | ---------- | ------------- | ------------- | ------------------------ | -------------------- | ---------- | ---------- | ---------- |
| 1970                                                                            | 60 585               | 78 800    | 76.9           | 36         | 5             | 31            | 1682                     |                      | 69         | 95         | 1          |
| 1980                                                                            | 84 000               | 102 850   | 81.7           | 31         | 5             | 26            | 2709                     | 1                    | 62         | 90         | 27         |
| 1990                                                                            | 124 000              | 131 800   | 94.1           | 33         | 8             | 25            | 3757                     |                      | 60         | 62         | ?          |
| 1999                                                                            | 135 100              | 175 000   | 77.2           | 20         | 10            | 10            | 6755                     |                      | 25         | 37         | 32         |
| 2000                                                                            | 160 000              | 190 000   | 84.2           | 24         | 10            | 14            | 6666                     |                      | 19         | 36         | 31         |
| 2001                                                                            | 165 069              | 196 000   | 84.2           | 23         | 10            | 13            | 7176                     |                      | 33         | 39         | 31         |
| 2002                                                                            | 145 380              | 175 600   | 82.8           | 25         | 14            | 11            | 5815                     |                      | 40         | 45         | 31         |
| 2003                                                                            | 146 475              | 177 200   | 82.7           | 23         | 14            | 9             | 6368                     |                      | 36         | 44         | 32         |
| 2004                                                                            | 147 350              | 180 000   | 81.9           | 23         | 15            | 8             | 6406                     |                      | 22         | 46         | 32         |
| 2006                                                                            | 149 200              | 183 500   | 81.3           | 24         | 10            | 14            | 6216                     |                      | 30         | 48         | 31         |
| 2012                                                                            | 143 583              | 219 294   | 65.5           | 30         | 17            | 13            | 4786                     |                      | 34         | 54         | 31         |
| 2015                                                                            | 147 000              | 236 000   | 62.3           | 38         | 25            | 13            | 3868                     |                      | 29         | 58         | 33         |
| 2018                                                                            | 157 000              | 251 000   | 62.5           | 41         | 28            | 13            | 3829                     |                      | 29         | 58         | 33         |
| 2020                                                                            | 223 386              | 319 123   | 70.0           | 31         | 25            | 6             | 7206                     |                      | 19         | 51         | 34         |
| 2022                                                                            | 266 444              | 337 000   | 79.1           | 35         | 23            | 12            | 7612                     |                      | 27         | 51         | 35         |
| Fuente: Catholic-Hierarchy, que a su vez toma los datos del Anuario Pontificio. |                      |           |                |            |               |               |                          |                      |            |            |            |

## Episcopologio
- Eugen Englert, S.M. † (1899-1904 renunció)
- Joseph Forrestier, S.M. † (1904-1918 falleció)
- Maurice Boch, S.M. † (18 de mayo de 1920-9 de junio de 1930 falleció)
- Thomas James Wade, S.M. † (3 de julio de 1930-14 de junio de 1960 renunció)
- Leo Lemay, S.M. † (14 de junio de 1960-1 de julio de 1974 renunció)
- Gregory Singkai † (1 de julio de 1974-12 de septiembre de 1996 falleció)
  - Sede vacante (1996-1999)
- Henk Kronenberg, S.M. † (19 de abril de 1999-15 de diciembre de 2009 retirado)
- Bernard Unabali † (15 de diciembre de 2009-10 de agosto de 2019 falleció)[nota 1]
- Dariusz Piotr Kałuża, M.S.F., desde el 12 de septiembre de 2020